# Koprzywna
Koprzywna [pronunciación en polaco: /kɔˈpʂɨvna/] es un pueblo ubicado en el distrito administrativo de Gmina Biała Rawska, dentro del condado de Rawa, Voivodato de Łódź, en el centro de Polonia. Se encuentra a unos 3 kilómetros al noreste de Biała Rawska, a 19 kilómetros al este de Rawa Mazowiecka, y a 72 kilómetros al este de la capital regional Łódź.